# マルコ・ドナデル
マルコ・ドナデル（Marco Donadel, 1983年4月21日 - ）は、イタリア・コネリアーノ出身の元サッカー選手、現サッカー指導者。現役時代のポジションはミッドフィールダー。

## 人物
ACミランユース出身。アンダー世代レベルではイタリア代表に何度も招集され、U-21代表では主将を務めた。10代の頃はレジスタとしての成長が期待されていたが、パス精度よりも運動量と積極的な守備意識に対する評価が高く、20代になってからは徐々に守備的なミッドフィールダーとして周囲に認知されるようになった。中盤であれば純粋なウィング以外のどのポジションもこなし、前述の守備的なポジション以外にも前目のセンターハーフとしてプレーするときには、積極的な飛び出しや、強烈で正確にコントロールされたミドルシュートを放つ。

## 来歴
2005年冬にACFフィオレンティーナにレンタル移籍し、同年夏にパルマ時代の恩師チェーザレ・プランデッリ監督が就任すると、クラブが最初に行った補強がドナデルの完全保有権の獲得であった。これによりドナデルは「ようやく自身の置き場を見つけた」と語った。2010年2月からはフィオレンティーナで副キャプテンを務めていた。
2011年5月末にフィオレンティーナとの契約が切れ、同年6月23日に移籍金フリーでSSCナポリに移籍、4年契約を結んだ。ナポリでは3シーズンを過ごしたが、セリエAでは4試合の出場に終わった。
2014年12月1日、モントリオール・インパクトに加入。2015年7月12日のコロンバス・クルー戦でMLS初得点を記録した。

## 獲得タイトル

### クラブ
ナポリ
- コッパ・イタリア : 2011-2012

### 代表
U-21イタリア代表
- UEFA U-21欧州選手権 : 2004